# Apamea satina
Apamea satina är en fjärilsart som beskrevs av John Kern Strecker 1898. Apamea satina ingår i släktet Apamea och familjen nattflyn. Inga underarter finns listade i Catalogue of Life.